# Первый болгарский легион
«Первый болгарский легион» (болг. Първа българска легия) — военный отряд, сформированный в Белграде из болгарских добровольцев во время сербско-турецкого конфликта в 1862 году. По замыслу его организатора Георгия Раковского, отряд должен был поднять восстание болгар в Османской империи. На практике легион участвовал в боях за крепость Има, но никогда не вступал на османскую территорию. После трехмесячного существования он был распущен в сентябре того же года сербским правительством под давлением Великих держав.
Кроме Раковского, в Первом болгарском легионе приняли участие и приобрели боевой опыт ряд видных болгарских национал-революционеров, в том числе и будущий создатель Внутренней революционной организации Васил Левский.

## Замысел
План освобождения Болгарии был окончательно оформлен в конце 1861 года. Освободительное восстание болгар с обеих сторон Старой Планины должно было начаться вторжением полка отборных бойцов из Сербии на османскую территорию в районе от Княжевача до Тырново. Но из-за нехватки финансов и отсутствия собственной базы болгарских революционеров, реализация их намерения полностью зависела от князя Михаила Обреновича. Его же план был таков, чтобы использовать Раковского и добровольцев для изгнания османских гарнизонов с Сербской территории.

## Возникновение и деятельность
С помощью сотрудников в Константинополе (Стоил Балканский, Валерий Буйнов и другие) Раковский начинает агитацию и сбор средств еще в сентябре 1861 года. На его призыв отреагировали как эмигранты, так и революционеры из самой Болгарии. В июне 1862 года в Белграде собралось от 80 до 95, а по некоторым данным — до 600 добровольцев.
Отряд получает название «легион» в начале июня 1862 года, когда принимает участие в вооруженных столкновениях с турками при Варош-капии и Видин-капии в Белграде. После обороны позиций в городе, часть болгарских добровольцев, во главе с Илией Марковым, была направлена в Крагуевац. Провал Хаджиставрева бунта, однако, пресекает планы восстания в Болгарии. Из-за хищений собранных средств и провала переговоров о финансировании из болгарских общин в Браиле и Вене, в легионе осталось очень мало оружия. К тому же, в конце августа его заставили платить сербские государственные сборы. Попав под английское и русское давление, правительство Ильи Гарашанина в начале сентября расформировывает легион, в качестве условия примирения с Османской империей.

## Наиболее известные участники
- Раковский, Георгий Стойков
- Илия Марков
- Козлов Македонский
- Иван Около
- Стефан Караджа
- Хаджи Димитр
- Димитрий Общий
- Васил Левски
- Иван Кършовски
- Васил Друмев (впоследствии митрополит Тырновский Климент)
- Христо Иванов — Большой